# Lycosa asiatica
Lycosa asiatica är en spindelart som beskrevs av Sytshevskaja 1980. Lycosa asiatica ingår i släktet Lycosa och familjen vargspindlar. Inga underarter finns listade i Catalogue of Life.